# Thomas Spring Rice
Thomas Spring Rice (8 février 1790 - 7 février 1866) est un homme politique britannique whig, qui est Chancelier de l'Échiquier de 1835 à 1839.

## Biographie
Il est né dans une grande famille anglo-irlandaise, qui possède de vastes propriétés à Munster. Il est l’un des trois enfants de Stephen Edward Rice (décédé en 1831), de Mount Trenchard House, et de Catherine Spring, fille et héritière de Thomas Spring de Ballycrispin et de Castlemaine, dans le comté de Kerry, descendante de la famille Suffolk Spring. Il est un arrière-petit-fils de Sir Stephen Rice (en) (1637-1715), baron en chef de l'échiquier irlandais et d'un éminent jacobite Sir Maurice FitzGerald, 14e chevalier de Kerry. Sa seule sœur mariée, Mary, est la mère des convertis catholiques Aubrey Thomas de Vere, poète, et le député libéral du Parlement, Sir Stephen de Vere, 4e baronnet. Le grand-père de Spring Rice, Edward, a converti sa famille du catholicisme romain à l’Église anglicane d’Irlande, afin de préserver son patrimoine.
Il fait ses études au Trinity College, à Cambridge, puis étudie le droit à Lincoln's Inn, mais n'est pas admis au barreau. Sa famille a de bonnes relations politiques, en Irlande et en Grande-Bretagne, et son beau-père, Lord Limerick, l'encourage à se présenter au Parlement.

## Carrière politique
En 1818, il se présente d'abord aux élections à Limerick City, mais est battu par le député sortant, John Vereker, par 300 voix. Il remporte le siège en 1820 et entre à la Chambre des communes. Il se positionne comme un réformateur unioniste modéré qui s'oppose à la politique nationaliste radicale de Daniel O'Connell et se fait connaître pour son expertise des affaires irlandaises et économiques. En 1824, il dirige le comité qui fonde l'Ordnance Survey en Irlande.
Le style de Spring Rice aux Communes lui vaut l'attention des principaux whigs et il passe sous le haut patronage du marquis de Lansdowne. En 1827, il devient sous-secrétaire d'État au ministère de l'Intérieur, dirigé par George Canning et Lord Goderich, chargé des affaires irlandaises. Cela oblige Spring Rice à accepter le report de Émancipation des catholiques, une politique qu’il appuie fermement. Il exerce ensuite les fonctions de secrétaire au Trésor de 1830 à 1834 sous la direction de Lord Grey. À la suite de la loi de réforme de 1832, il est élu représentant de Cambridge de 1832 à 1839. En juin 1834, Grey nomme Spring Rice secrétaire d'État à la Guerre et aux Colonies, membre du cabinet, poste qu'il conserve lorsque Lord Melbourne devient premier ministre en juillet. unioniste fort et actif tout au long de sa vie, Spring Rice dirige l'opposition parlementaire à la tentative de Daniel O'Connell, en 1834, d'abroger les Actes de l'Union 1800. Dans un discours de six heures à la Chambre des communes le 23 avril 1834, il suggère de renommer l'Irlande «West Britain». Aux Communes, il défend également des causes telles que l'abolition mondiale de l'esclavage et l'introduction de l'éducation soutenue par l'État.
Le gouvernement Whig tombe en novembre 1834, après quoi Spring Rice tente d'être élu président de la Chambre des communes au début de 1835. Lorsque les Whigs reviennent au pouvoir avec Lord Melbourne en avril 1835, Spring Rice est nommé Chancelier de l'Échiquier. En tant que chancelier, il doit faire face à des mauvaises récoltes, à une dépression et à une rébellion en Amérique du Nord, qui ont toutes créé de gros déficits et exercé une pression considérable sur le gouvernement. Son projet de loi sur le taux d'église de 1837 est rapidement abandonné et sa tentative de révision de la charte de la Bank of Ireland se solde par une humiliation. Spring Rice, malheureux comme chancelier, tente de nouveau de se faire élire à la présidence des Communes mais échoue. C'est une figure dogmatique, décrite par Lord Melbourne comme "trop attentive aux détails et dépourvue de vues larges". À son départ de ses fonctions en 1839, il est devenu le bouc émissaire des nombreux problèmes du gouvernement. La même année, il est élevé à la pairie sous le titre de baron Monteagle de Brandon, dans le comté de Kerry, un titre précédemment attribué à son ancêtre, Sir Stephen Rice. Lord Monteagle de Brandon est également contrôleur général de l’Echiquier de 1835 à 1865, malgré l’opposition initiale de Lord Howick au maintien de ses fonctions. Monteagle se différencie du gouvernement en ce qui concerne le contrôle du trésor par le ministère des finances, et l'abolition de l'ancien ministère des finances est déjà déterminée lors de son décès.
À partir de 1839, il se retire largement de la vie publique, bien qu’il ait parfois pris la parole devant la Chambre des lords sur des questions générales relatives aux finances publiques et à l’Irlande. Il s'oppose avec véhémence à la politique de John Russell (1er comte Russell) concernant la Grande Famine en Irlande, déclarant que le gouvernement a "dégradé notre peuple, et vous, Anglais, évitez maintenant vos responsabilités".

## En dehors du parlement
En plus de sa carrière politique, il est commissaire du journal national, administrateur de la National Gallery et membre du sénat de l’Université de Londres et de l’Université irlandaise de Queen's. Entre 1845 et 1847, il est président de la Royal Statistical Society. En outre, il est membre de la Royal Society et Société géologique de Londres. En mai 1832, il devient membre du club d'économie politique de James Mill.
Il jouit d'une bonne réputation à Limerick, où il est perçu comme un propriétaire compatissant. Défenseur du whiggisme traditionnel, il croit fermement à la protection de la société contre les conflits entre les classes supérieure et inférieure. Bien que pieux anglican, son soutien à l'émancipation catholique lui vaut la faveur de nombreux Irlandais, dont la plupart sont catholiques. Il dirige la campagne pour un meilleur gouvernement de comté en Irlande à une époque où de nombreux nationalistes irlandais sont indifférents à la cause. Pendant la grande famine des années 1840, Spring Rice réagit avec bienveillance au sort de ses locataires. Les mesures d'amélioration qu'il met en œuvre sur ses domaines ont presque mis la famille en faillite et seule la dot de son deuxième mariage sauve sa situation financière. Un monument en son honneur se trouve toujours dans le parc du peuple à Limerick.
Malgré tout, la réputation de Spring Rice en Irlande n’est pas tout à fait favorable. Dans un livre sur l’émigration d’Irlande (processus dans lequel un propriétaire paye le passage de ses locataires aux États-Unis ou en Australie), Moran suggère que Spring Rice s’engage dans cette pratique. En 1838, il est enregistré qu'il a «aidé» une cargaison de bateaux de ses locataires à se rendre en Amérique du Nord, se permettant ainsi d'utiliser leurs terres. Cependant, Spring Rice aurait également soutenu l'émigration assistée par l'État dans les îles britanniques, ce qui laisse à penser que sa motivation n'est pas nécessairement égoïste.
Le mont Monteagle en Antarctique et le comté de Monteagle en Nouvelle-Galles du Sud sont nommés en l'honneur de Spring Rice.

## Famille
Lord Monteagle de Brandon se marie deux fois. Il épouse d'abord Lady Theodosia Pery, fille d'Edmund Pery (1er comte de Limerick), en 1811. Il n'a que 21 ans à l'époque et ce mariage met fin prématurément à sa carrière universitaire. Il a cinq fils et trois filles:
- L'hon. Theodosia Alicia Ellen Frances Charlotte Spring Rice (décédée le 2 janvier 1891), épouse Sir Henry Taylor (dramaturge) en 1839.
- L'hon. Mary Alicia Pery Spring Rice (décédée le 11 mai 1875), dame d'honneur de la reine Victoria entre 1837 et 1841[16] Mariée à James Marshall en 1841.
- L'hon. Catherine Anne Lucy Spring Rice (décédée le 23 juillet 1853), épouse Henry Marshall en 1837.
- L'hon. Stephen Spring Rice (31 août 1814 - 9 mai 1865), épouse Ellen Frere en 1839. Il est haut-shérif du comté de Limerick en 1837.
- L'hon. Charles William Thomas Spring Rice (10 janvier 1819 - 13 juillet 1870), épouse Elizabeth Marshall en 1855. Il est sous-secrétaire d'État adjoint aux Affaires étrangères.
- L'hon. Edmund Henry Francis Louis Spring Rice (31 mars 1821 - 16 janvier 1887), épouse Margaret Little en 1870.
- L'hon. Aubrey Richard Spring Rice (15 août 1822 - 29 novembre 1897), épouse Anne John-Mildmay en 1852.
- L'hon. William Cecil Spring Rice (1er novembre 1823 - 11 août 1880), décédé célibataire.

Après la mort de sa première femme en 1839, Monteagle épouse en deuxièmes noces Marianne, fille de l’industriel de Leeds, John Marshall, en 1841. Cette union apporte à la famille l’argent dont elle a grand besoin, permettant ainsi à Spring Rice de conserver son domaine du mont Trenchard en Irlande et une maison londonienne. À la mort de lord Monteagle de Brandon en février 1866, à l'âge de 75 ans, son petit-fils, Thomas Spring Rice (2e baron Monteagle de Brandon), lui succède dans la baronnie. Il est le fils de son fils aîné, Stephen Edmund. L'arrière-petite-fille de Lord Monteagle de Brandon est la nationaliste irlandaise Mary Spring Rice. Son deuxième fils, Hon. Charles William Thomas Rice, est le père du diplomate Sir Cecil Spring Rice, ambassadeur de Grande-Bretagne aux États-Unis de 1912 à 1918.